# Saint Brélade (Jersey)
Saint Brélade ist eine der zwölf Gemeinden (Parishes) von Jersey. Die Gemeinde liegt im Südwesten der Insel und umfasst 7380 vergées (13 km², das ist etwa 11 % der Inselfläche). Sie ist damit flächenmäßig nach Saint Ouen die zweitgrößte Gemeinde Jerseys. Der Name soll sich von einem keltischen oder walisischen Wanderprediger namens Branwalator herleiten (auch als Branwallder, Broladre, Brelodre, Brélade bekannt). Besiedelt war das Gebiet schon erheblich früher: Älteste Funde aus dem Mittelpaläolithikum stammen aus der Höhle von La Cotte de St. Brelade, die damit auch die ältesten Funde dieser Zeit auf den Kanalinseln darstellen.
Nachbargemeinde ist ausschließlich Saint Peter im Norden und Osten.
Die beiden zur Gemeinde gehörenden Sandstrände der Buchten von St. Brélades Bay und von St. Aubin's Bay, dazu die Strände von Ouaisné und Portelet, sowie die Strände an der Bucht St. Ouens Bay sind populär bei den Einheimischen und gehören zu den touristischen Zielen der Insel Jersey.
Die Ortschaft Saint Aubin, die gegenüber von Saint Helier in der Bucht von St. Aubin liegt, war früher lediglich ein Fischereihafen. Heute ist sie – daneben – Verwaltungssitz der Gemeinde mit der Parish Hall (Gemeindehaus) im ehemaligen Bahnhof und sie ist Ausgangspunkt für vielfältige sportliche Aktivitäten.

## Bevölkerungsentwicklung
Historische Populationen:
- 1991: 9.331
- 1996: 9.590
- 2001: 10.134
- 2011: 10.568[2]

Saint Aubin mit seinem Hafen war historisch der Bevölkerungsschwerpunkt der Gemeinde, aber die Wohnbauentwicklung im Gemeindeteil Vingtaine des Quennevais (sogenannte Red Houses) hat diesen mittlerweile dorthin verlagern lassen.

## Politik
Die Gemeinde ist in vier Gemeindeteile (vingtaines) eingeteilt:
- La Vingtaine de Noirmont
- La Vingtaine du Coin
- La Vingtaine des Quennevais
- La Vingtaine de la Moye

St. Brélade bildet zwei Wahlbezirke.
- Der St. Brélade No. 1 district (das sind die Vingtaines de Noirmont und du Coin) wählen einen Delegierten,
- der St. Brélade No. 2 district (das sind die Vingtaines des Quennevais and de la Moye) wählen zwei Delegierte.

Alle Gemeinden von Jersey, demzufolge auch Saint Brélade, haben eine Ehrenpolizei aus freiwilligen Mitgliedern, die, polizeiähnlich organisiert, bestimmte Rechte besitzen.
Im Vingtaine de la Moye befindet sich das Gefängnis von Jersey.

## Bildung
Saint Brélade verfügt mit La Moye und Mont Nicolle über zwei Grundschulen, denen beiden jeweils eine Kinderkrippe (nursery) angeschlossen ist. Daneben gibt es mit der Le Quennevais-Schule eine staatliche weiterführende Schule (secondary school).

## Sehenswürdigkeiten

### Kirchen

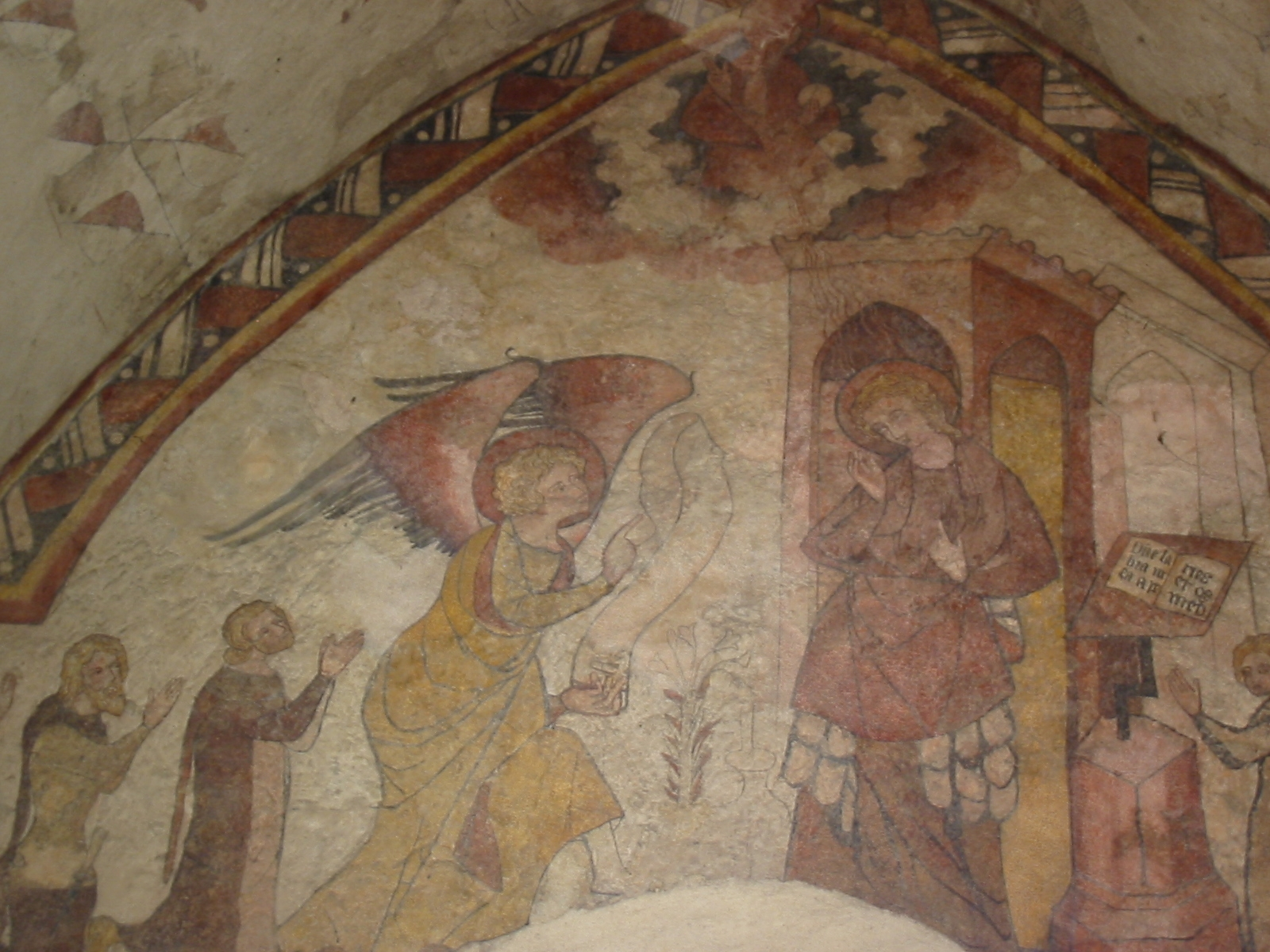
Verkündigung des Herrn, mittelalterliches Fresko in der Chapelle des Pêcheurs

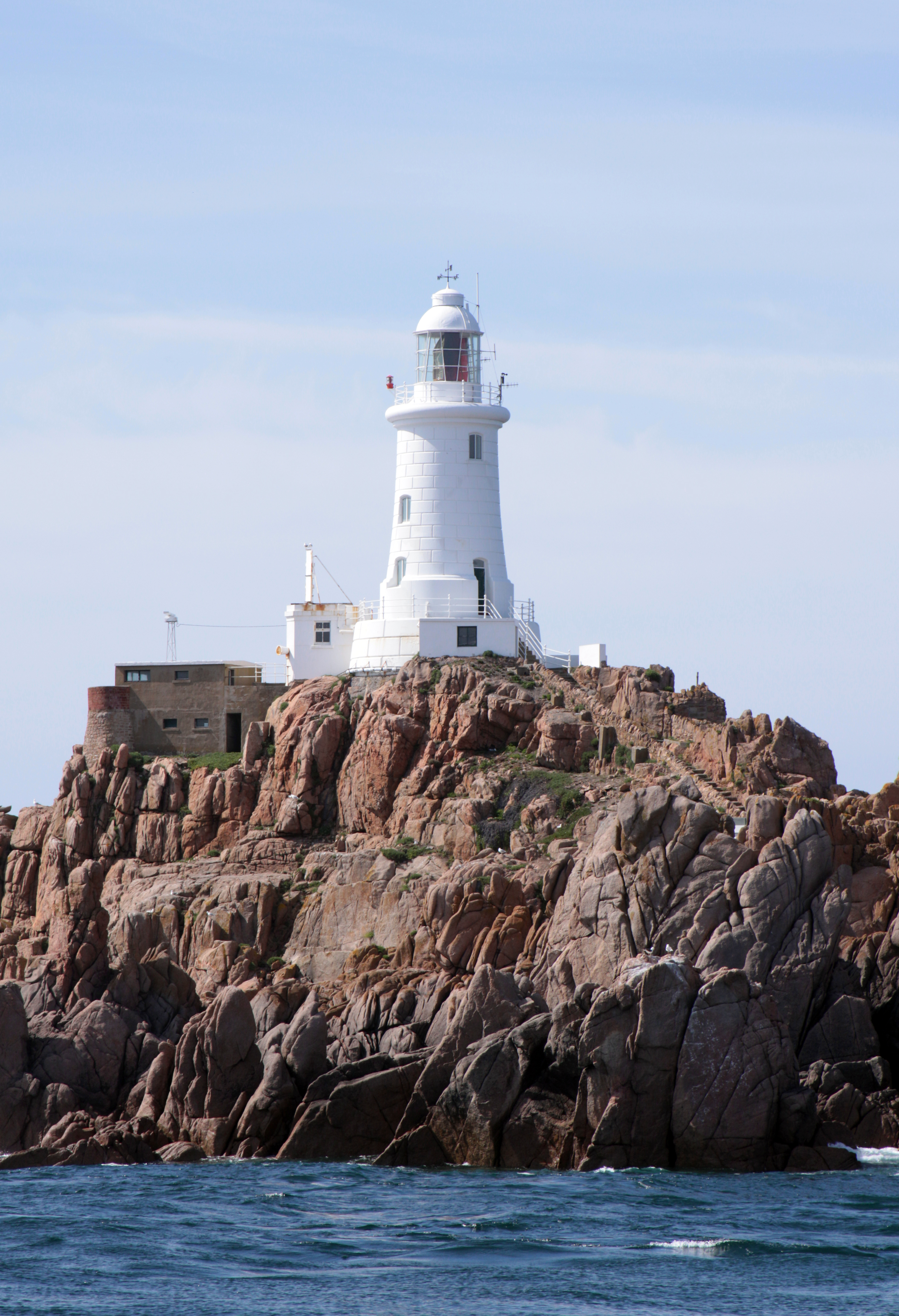
Leuchtturm von Corbière

Die Gemeinde verfügt über mehrere Kirchen
- Von der Parochialkirche von St. Brélade (Parish church of St. Brélade) wird angenommen, dass sie auf einer der ältesten christlichen Stätten von St. Brélade errichtet wurde, und in ihren Grundbestandteilen etwa 1000 Jahre Historie aufweist. Die anglikanische Kirche hat eine Gemeinde von etwa 12.500 Einwohnern und zusätzlich einige zehntausend Besucher pro Jahr.
- Neben ihr befindet sich die kleine Fischerkapelle (Fisherman's Chapel – La Chapelle des Pêcheurs). Folgt man der Überlieferung in der Folklore soll der Ort auf den heiligen Brélade selbst zurückgehen, der diesen Platz bestimmt hatte. Er liegt nahe bei einer früheren prähistorischen Stätte (Dolmen), deren Brauch bei der Christianisierung nunmehr auf die Kapelle überging. Sie zeichnet sich durch erhalten gebliebene mittelalterliche Fresken aus, die auch den reformatorischen Bildersturm überstanden haben.
- Die Kirche St. Aubin on the Hill in der Ortschaft Saint Aubin ist zugunsten des heiligen Aubin von Angers geweiht: Sie geht auf das 19. Jahrhundert zurück und ist ein herausragendes Beispiel der viktorianischen Gotik. Die Glassteinfenster wurden von den lokal bekannten Künstlern H. T. Bosdet und eines von ihnen von Edward Burne-Jones geschaffen.

### Weitere Sehenswürdigkeiten
Eine der bekanntesten Sehenswürdigkeiten ist der Leuchtturm von La Corbière, der sich auf einer Gezeiteninsel befindet. Er ist auf der 5-Pfund-Banknote des Jersey-Pfunds abgebildet, wie auch auf dem 20-Pence-Stück der Jersey-Münzen.
Auf dem Gemeindegebiet liegt die neolithische Fundstätte von La Sergenté, südlich die Neandertalerfundstätte La Cotte de St Brelade.
In der Gemeinde liegt eine Lavendelfarm, die einen nennenswerten Anteil des britischen Bedarfs an Lavendelöl produziert und die auch der Öffentlichkeit zugänglich ist.

## Partnergemeinde
Partnergemeinde ist Granville im Département Manche (Frankreich)

## Persönlichkeiten
Folgende Persönlichkeiten sind mit der Gemeinde Saint Brélade verbunden:
- Charles Robin (1743–1824), Unternehmer und Händler
- André Gide (1869–1951), Schriftsteller
- Alexander Coutanche, Baron Coutanche (1892–1973), Jurist und Politiker
- Claude Cahun (1894–1954), Schriftstellerin und Fotografin
- Jack Higgins (1929–2022), Schriftsteller
- Derek Warwick (* 1954), ehemaliger Formel-1-Rennfahrer
- Charlie Carrel (* 1993), Pokerspieler

## Belege
1. ↑  Size and land cover of Jersey, Area of Jersey by Parish (2017), auf gov.je. Abgerufen am 9. September 2017.
2. ↑  Census 2011, abgerufen am 23. August 2017.
3. ↑  Liste der Grundschulen auf Jersey, abgerufen am 24. August 2017.
4. ↑  Liste der Secondary Schools auf Jersey, abgerufen am 28. August 2017.